# 陳稶
陳稶（1441年—？），字仲芳，廣東廣州府番禺縣人，明朝政治人物。進士出身。

## 生平
廣東鄉試第三十七名。天順八年（1464年）甲申科會試第一百六十一名，殿試登進士第二甲第十九名。

## 家族
曾祖父陳壽卿。祖父陳景昌。父亲陳源。